# Liste des scénaristes et des réalisateurs de la série Les Soprano

Cet article liste la totalité des scénaristes et des réalisateurs de la série télévisée Les Soprano. 

## Réalisation
Avant de réaliser des épisodes des Soprano, de nombreux réalisateurs ont travaillé pour d'autres séries télévisées ou ont réalisé des films indépendants.
Les acteurs récurrents Steve Buscemi et Peter Bogdanovich ont aussi réalisé certains épisodes.
| Quatre hommes ont réalisé 54 des 86 épisodes : - Tim Van Patten (20 épisodes, 1999-2007) - John Patterson (13 épisodes, 1999-2004) - Allen Coulter (12 épisodes, 1999-2004) - Alan Taylor (9 épisodes, 1999-2007) - Henry J. Bronchtein (4 épisodes, 1999-2002) - Jack Bender (4 épisodes, 2001-2006) - Steve Buscemi (4 épisodes, 2001-2006) - Dan Attias (3 épisodes, 1999-2002) - David Chase (2 épisodes, Égarement et Fabriqué en Amérique, 1999-2007) | - Nick Gomez (À Bout de souffle, 1999) - Lorraine Senna Ferrara (Pris à la gorge, 1999) - Andy Wolk (Révélations intimes, 1999) - Matthew Penn (Agent artistique, 1999) - Martin Bruestle (Acharnement thérapeutique, 2000) - Lee Tamahori (Au Plaisir, 2000) - James Hayman (Éloise, 2002) - Rodrigo Garcia (Famille, je vous aime, 2004) - Peter Bogdanovich (Éducation sentimentale, 2004) - Mike Figgis (Buffet froid, 2004) - David Nutter (Double Identité, 2006) - Danny Leiner (Quartier VIP, 2006) - Steve Shill (Responsable mais pas coupable, 2006) - Phil Abraham (Oh Vieillesse ennemie !, 2007) - Terence Winter (Sois un homme mon fils, 2007) Bogdanovich, Figgis et Garcia, trois réalisateurs invités de la saison cinq ont commenté leurs épisodes sur le DVD. |

## Scénario
La plupart des scénaristes et des producteurs des Soprano avaient écrit pour la télévision avant la série. L'équipe scénaristique Robin Green et Mitchell Burgess avait déjà travaillé avec le créateur, David Chase, sur Bienvenue en Alaska et 200 dollars plus les frais. Diane Frolov et Andrew Schneider sont aussi d'anciens scénaristes de Bienvenue en Alaska.
L'acteur Michael Imperioli (Christopher Moltisanti) a écrit cinq épisodes à partir de la saison deux et Toni Kalem (Angie Bonpensiero) a écrit l'épisode de la saison cinq Famille, je vous aime.  
| Le créateur et showrunner David Chase est explicitement crédité sur 25 épisodes (1999-2007), bien qu'il ait eu un rôle majeur sur tous les scripts, y compris en produisant le script final de tous les épisodes. - Terence Winter (23 épisodes, 2000-2007) - Robin Green & Mitchell Burgess (19 épisodes, 1999-2006) - Matthew Weiner (12 épisodes, 2004-2007) - Frank Renzulli (9 épisodes, 1999-2001) | - Michael Imperioli (5 épisodes, 2000-2004) - Todd A. Kessler (4 épisodes, 2000-2001) - Diane Frolov & Andrew Schneider (4 épisodes, 2006-2007) - Jason Cahill (3 épisodes, 1999-2000) - Lawrence Konner (3 épisodes, 2001-2002) - Mark Saraceni (À Bout de souffle, 1999) - Jim Manos, Jr. (Suspicion, 1999) - Joe Bosso (Agent artistique, 1999) - Salvatore Stabile (Université, 2001) - Nick Santora (Un Mariage de raison, 2002) - David Flebotte (J'ai fait un rêve, 2002) - Michael Caleo (Cherche Johnny désespérément, 2004) - Toni Kalem (Famille, je vous aime, 2004) |